# San Jerónimo, Comayagua
San Jerónimo är en ort i Honduras.   Den ligger i departementet Departamento de Comayagua, i den västra delen av landet, 70 km nordväst om huvudstaden Tegucigalpa. San Jerónimo ligger 452 meter över havet och antalet invånare är 1 789.
Terrängen runt San Jerónimo är huvudsakligen kuperad, men åt sydost är den bergig. Runt San Jerónimo är det ganska tätbefolkat, med 60 invånare per kvadratkilometer. Närmaste större samhälle är La Libertad, 13,1 km norr om San Jerónimo.  